# 雁情嶼
雁情嶼。為位於台灣澎湖縣湖西鄉中西村通往白沙鄉中屯村之間，中正橋東方約200公尺的一個島嶼，面積約0.0069平方公里，最高處約高14公尺。其該劃入湖西鄉中西村或白沙鄉中屯村尚有爭議，內政部地政司最新公告將其區劃在白沙鄉境內，但澎湖縣政府旅遊處將其區劃在湖西鄉境內。乾潮時可自中正橋步行前往。現島嶼留有日治時期所建的碉堡遺跡和深洞。